# Cyfrowe Archiwa Tradycji Lokalnej
Cyfrowe Archiwa Tradycji Lokalnej (CATL) – sieć archiwów społecznych rozwijanych przy bibliotekach gminnych której celem jest ratowanie lokalnych zasobów dziedzictwa historycznego.
CATL powstały dzięki inicjatywie Ośrodka KARTA, realizowanej przy wsparciu Fundacji Rozwoju Społeczeństwa Informacyjnego w ramach Programu Rozwoju Bibliotek.
Bibliotekarki i bibliotekarze oraz wolontariusze biorący udział w projekcie zaangażowali się w pozyskiwanie, gromadzenie i digitalizację źródłowych materiałów, jak: dzienniki, pamiętniki, listy, kroniki, zdjęcia, dokumenty osobiste itp. oraz nagrywanie relacji świadków historii.
Materiały które trafiły do archiwów, pochodzą ze zbiorów mieszkańców danego terenu. Każda z instytucji, która włączyła się w działania, udostępnia zgromadzone archiwalia w wersji cyfrowej, na wydzielonej dla danego archiwum podstronie serwisu archiwa.org. W ramach projektu zgromadzono 15 tys. opisów zdjęć i dokumentów – począwszy od drugiej połowy XIX wieku, aż do końca ubiegłego stulecia. Część z tych materiałów jest dostępna także online w Bibliotece Cyfrowej Ośrodka KARTA.